# Santi Sergio e Bacco degli Ucraini
Santi Sergio e Bacco degli Ucraini ou Igreja dos Santos Sérgio e Baco dos Ucranianos é uma igreja de rito bizantino em Roma, Itália, localizada no rione Monti, na Piazza Madonna dei Monti. Conta a tradição que os santos Sérgio e Baco foram oficiais militares do início do século IV que foram martirizados e enterrados na província romana da Síria. No século IX, a igreja era conhecida como Santi Sergio e Bacco in Callinico, na Idade Média como Santi Sergio e Bacco de Suburra e, a partir do século XVIII, como Madonna del Pascolo.  
Desde 1970, é uma das igrejas nacionais da Igreja Greco-Católica Ucraniana na cidade e o nome oficial da paróquia é "Paróquia dos Católicos Ucranianos da Madonna del Pascolo e dos Santos Sérgio e Baco".

## Primeiras igrejas dos Santos Sérgio e Baco em Roma
O "Liber Pontificalis" atesta quatro igrejas em Roma no século IX dedicadas aos santos, tamanha sua popularidade, embora nem sempre seja claro a qual delas é a referência em cada trecho:
- Um oratório e diaconia na Antiga Basílica de São Pedro, reconstruído pelo papa Gregório III (r. 731–41)[2].
- Um mosteiro na Basílica de São João de Latrão, a quem o papa Leão III (r. 795–816) presentou com prata[3] e a cujos monges o papa Pascoal I (r. 817-24) atribuiu os serviços no coro de Latrão [4].
- Uma diaconia no Fórum Romano, criada como uma das sete diaconias cardinalícias de Roma em 678 pelo papa Agatão (r. 678–681). Esta igreja, chamada Santi Sergio e Bacco al Foro Romano, foi construída do lado do Arco de Sétimo Severo e demolida no século XVI.
- A igreja e o mosteiro de Santos Sérgio e Baco in Callinico.

## Igreja original do século IX
A primeira referência inequívoca a uma igreja predecessora no local é a um "oratório dos Santos Sérgio e Baco localizado in Callinico", que recebeu presentes do papa Leão III (r. 795–816), e ao "mosteiro dos santos mártires de Cristo Sérgio e Baco chamado Callinicum", que recebeu presentes de prata do papa Bento III (r. 855–858), incluindo dois cálices, uma patena e um turíbulo. Callinicum era uma cidade na Síria e corresponde à moderna Ar-Raqqah. O mosteiro do século IX estava sob a autoridade da Basílica de São Paulo fora da Muralha
.
No século XI, o mosteiro era habitado por monges beneditinos e a igreja aparece no Catálogo de Turim como "Santi Sergio e Baco in Suburra", uma referência a Suburra, o nome antigo e atual da vizinhança.
Uma bula de 1045 do papa Gregório VI (1045–6) transferiu a autoridade do "mosteiro de São Sérgio, chamado Canelicum, situado na quarta região de Roma in Subura, com a igreja de Santa Eufêmia localizada perto dele" para o Mosteiro de São Pedro em Perúgia. "Canelicum" é evidentemente uma metátese escritural para "Callinicum" e não deve ser entendido como um nome diferente para o mosteiro. O rione Monti é chamado neste trecho pelo número regional augustano.
Em 1413, Santos Sérgio e Baco deixou de ser um mosteiro depois que o abade beneditino e seus monges foram substituídos por um arcipreste e clérigos seculares. Em 1500, havia duas capelas na igreja, uma dedicada a S. Angelo e outra a S. Nicolò, construídas por duas famílias de Monti, os Paulelli e os dello Ciuoto.

## Século XVII
Quando a diaconia dos Santos Sérgio e Baco no Fórum Romano foi suprimida em 1587, a igreja foi demolida e sucedida por uma outra de mesmo nome e reformada em Monti. Em 1622, a igreja foi entregue pelo papa Gregório XV (r. 1621–23) aos frades mínimos de São Francisco de Paula, que ficaram por pouco tempo e se mudaram para outra igreja perto de San Pietro in Vincoli. A igreja foi novamente reformada durante o pontificado do papa Urbano VIII (r. 1623–44) através do patrocínio de seu irmão mais novo, o cardeal capuchinho Antonio Marcello Barberini (1569-1646, cardeal desde 1624).

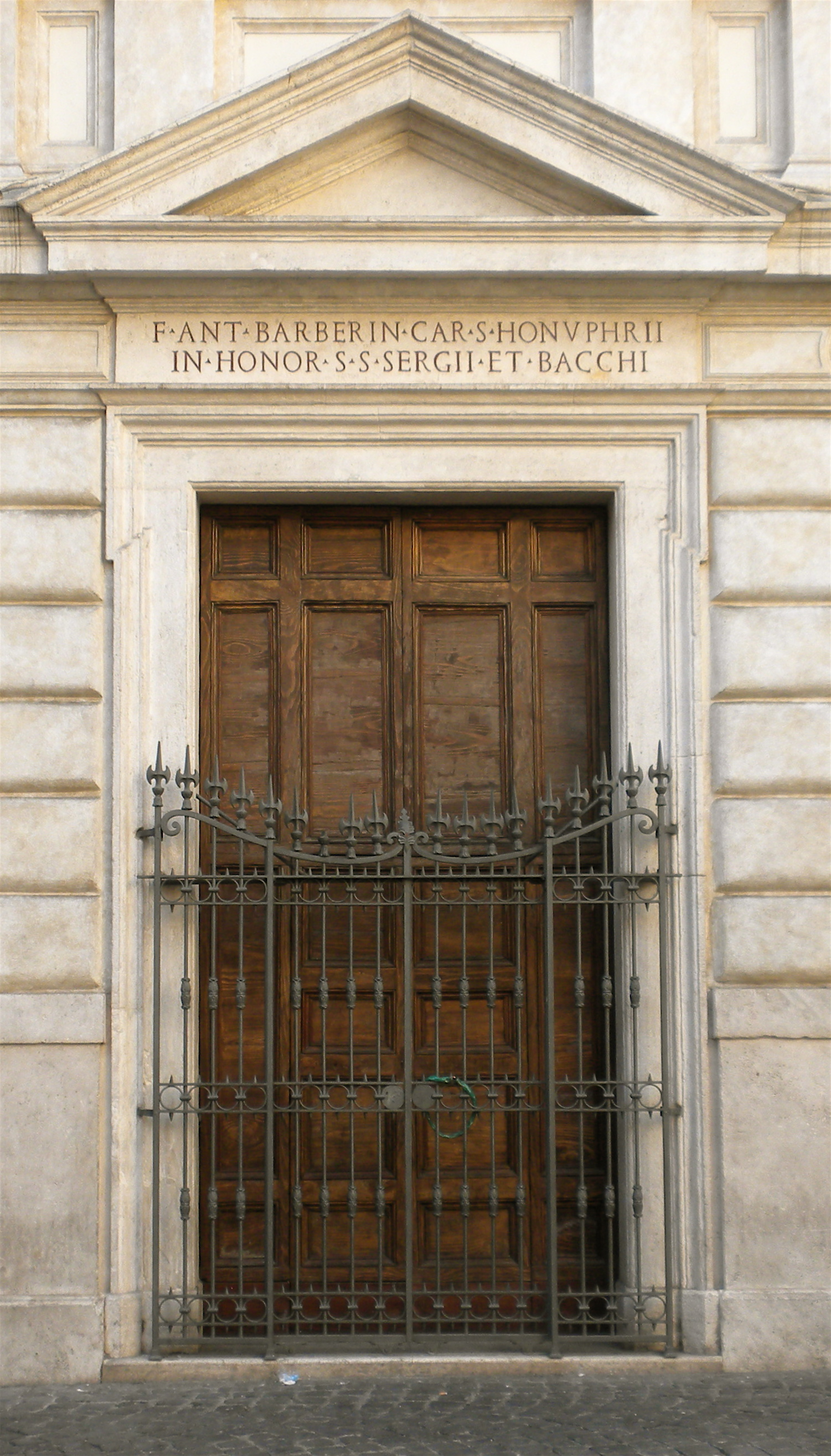
Portal em travertino, a única parte remanescente da fachada original do século XVII, com a inscrição do cardeal Barberini.

Acima do batente em travertino da porta, a única parte da fachada setecentista ainda existente, está uma inscrição que relembra a obra:F[ECIT] ANT[ONIUS] BARBERIN[I] CAR[DINALIS] S[ANCTI] ONOPHRII IN HONOR[EM] SS. SERGII ET BACCHI ("O cardeal Antonio Barberini, titular de Santo Onofre, em homenagem aos Santos Sérgio e Baco, realizou esta obra").
Em 1641, Urbano VIII cedeu a igreja aos monges da Ordem de São Basílio, o Grande, chamados de basilianos rutenos, que fundaram ali uma universidade. Desde então, a igreja tem sido associada com Igreja Greco-Católica Ucraniana, rito bizantino, desde então.

## Século XVIII
Em 1718, um ícone da Madona com o Menino teria sido descoberto por baixo do gesso que recobria uma parede no edifício anexo da sacristia e, no ano seguinte, ele foi removido e reinstalado sobre o altar-mor de Santos Sérgio e Baco por ordem do papa Clemente XI (r. 1700–21). O ícone é uma cópia de um outro, venerado no santuário mariano em Zyrowice, uma cidade que hoje fica na Bielorrússia, conhecido como "Nossa Senhora de Zyrowice" ou "Nossa Senhora do Pasto". Conta a tradição que ele teria descido do céu milagrosamente em 1480 perante um grupo de pastores que cuidava de seus animais. Desde então, a igreja passou a ser chamada também de Madonna del Pascolo ("Madona do Pasto").
Com base num projeto inicial de Francesco Ferrari nos primeiros anos do século XVIII, a reconstrução e redecoração da igreja foi realizada em 1741 para homenagear a imagem. Foi nesta época que a igreja passou a ter a aparência que tem hoje. Por trás de uma moderna iconóstase de ferro forjado, o altar-mor se destaca por duas colunas caneladas de mármore verde antico com capiteis coríntios de bronze projetados por Filippo Barigioni (1690–1753), um artista romano que realizou diversos outros projetos para Clemente XI. De cada lado do altar-mor estão telas do pintor bávaro Ignazio Stern (1680–1748), uma dos Santos Sérgio e Baco e outra de São Basílio Magno. No teto está uma "Assunção da Virgem", incluindo "Glória dos Santos Sérgio e Baco", do italiano Sebastiano Ceccarini (1703–1783).
O greco-católico romeno Inocenţiu Micu-Klein, bispo de Blaj, morreu em Roma em 23 de setembro de 1768 e foi enterrado em Santos Sérgio e Baco, como relembram as placas comemorativas – em latim e romeno – na igreja. Seus restos ficaram ali até 1997, quando foram transferidos para a Catedral da Santíssima Trindade em Blaj, como ele queria.

## Final do século XIX e século XX
Em 1897, o papa Leão XIII (r. 1878–1903) reorganizou a Pontifícia Universidade Grega em Roma e fundou uma Pontifícia Universidade Rutena, à qual a Igreja dos Santos Sérgio e Baco foi anexada. Na ocasião, Leão remodelou a fachada, dando-a seu formato atual. Ele acrescentou quatro nichos para abrigar estátuas dos quatro grandes doutores da Igreja orientais: São João Crisóstomo, São Basílio de Cesareia, São Gregório de Nazianzo e Santo Atanásio de Alexandria. Uma inscrição no meio da fachada relembra esta obra:LEO XIII PONT[IFEX] MAX[IMUS] INSTAURANDUM CURAVIT ANNO DOMINI MDCCCLXXXXVI. Abaixo dela estão os brasões de Leão XIII (esquerda) e da Ordem de São Basílio (direita).
Em 1970, entre as várias instituições católicas ucranianas que ele fundou em Roma, o arcebispo-maior católico ucraniano cardeal Josyf Slipyj estabeleceu Santos Sérgio e Baco como a igreja nacional ucraniana em Roma e o edifício vizinho, que abrigava a universidade e o dormitório, foi transformado num hotel para peregrinos ucranianos. A inscrição no topo da fachada relembra as obras entre 1969 e 1973: RESTITUIT ET RESTAURAVIT IOSEPH CARD[INALIS] SLIPYI A[NNO] MCMLXIX MCMLXXIII. O brasão do cardeal Slipyj foi acrescentado no tímpano do frontão mais alto.
A partir de 1971, os edifícios da igreja abrigaram temporariamente o Museu de Arte da Universidade Católica Ucraniana em Roma. Na década de 1980, a chancelaria no exílio do Primaz da Igreja Católica Ucraniana ficou sediada na igreja. Durante os últimos anos do cardeal Slipyj, que morreu aos 92 em 1984, e durante o mandato de Myroslav Ivan Lubachivsky, arcebispo de Lviv em 1979 e criado cardeal em 1985, sucessor de Slipyj, a chancelaria foi um ponto central no ocidente para o contato com a clandestina Igreja Católica Ucraniana na Ucrânia e para a defesa da liberdade religiosa sob o jugo soviético, particularmente na época da perestroika de Mikhail Gorbachev. Lubachivsky finalmente retornou para Lviv em 1991.
A igreja e o hotel vizinho receberam os festejos pela criação como cardeal de Lubomyr Husar, arcebispo-maior de Kiev-Galicia.
O hotel, chamado "Santa Sophia", é mantido por uma comunidade de freiras greco-católicas ucranianas, as Irmãs Catequistas de Santa Ana.

## Galeria

Imagens da igreja
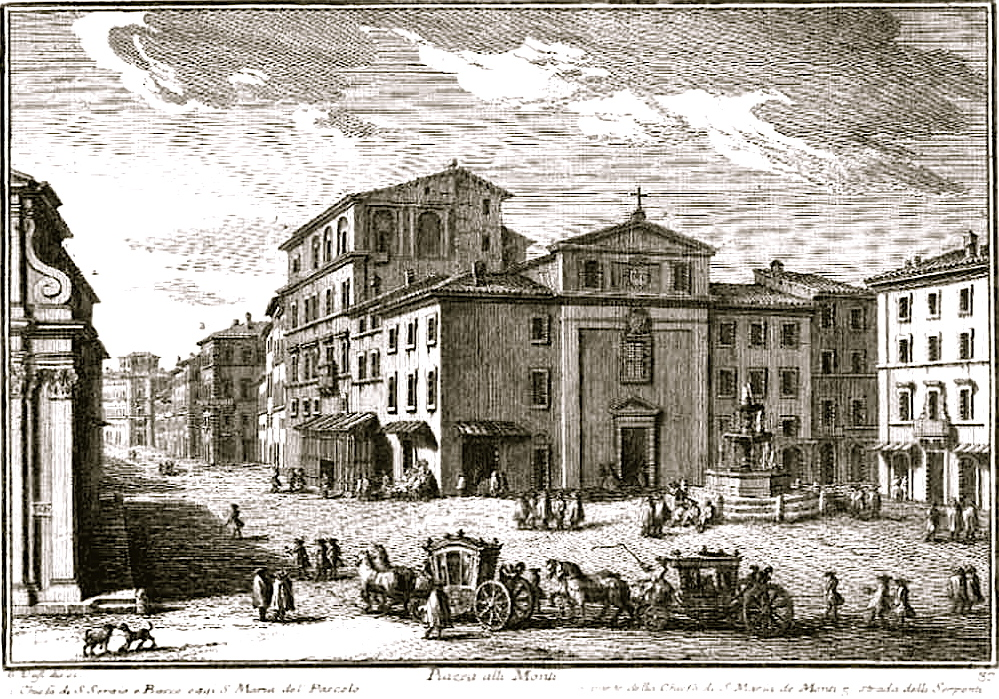
Gravura de Giuseppe Vasi (1750) da igreja e a Piazza Madonna dei Monti em frente.
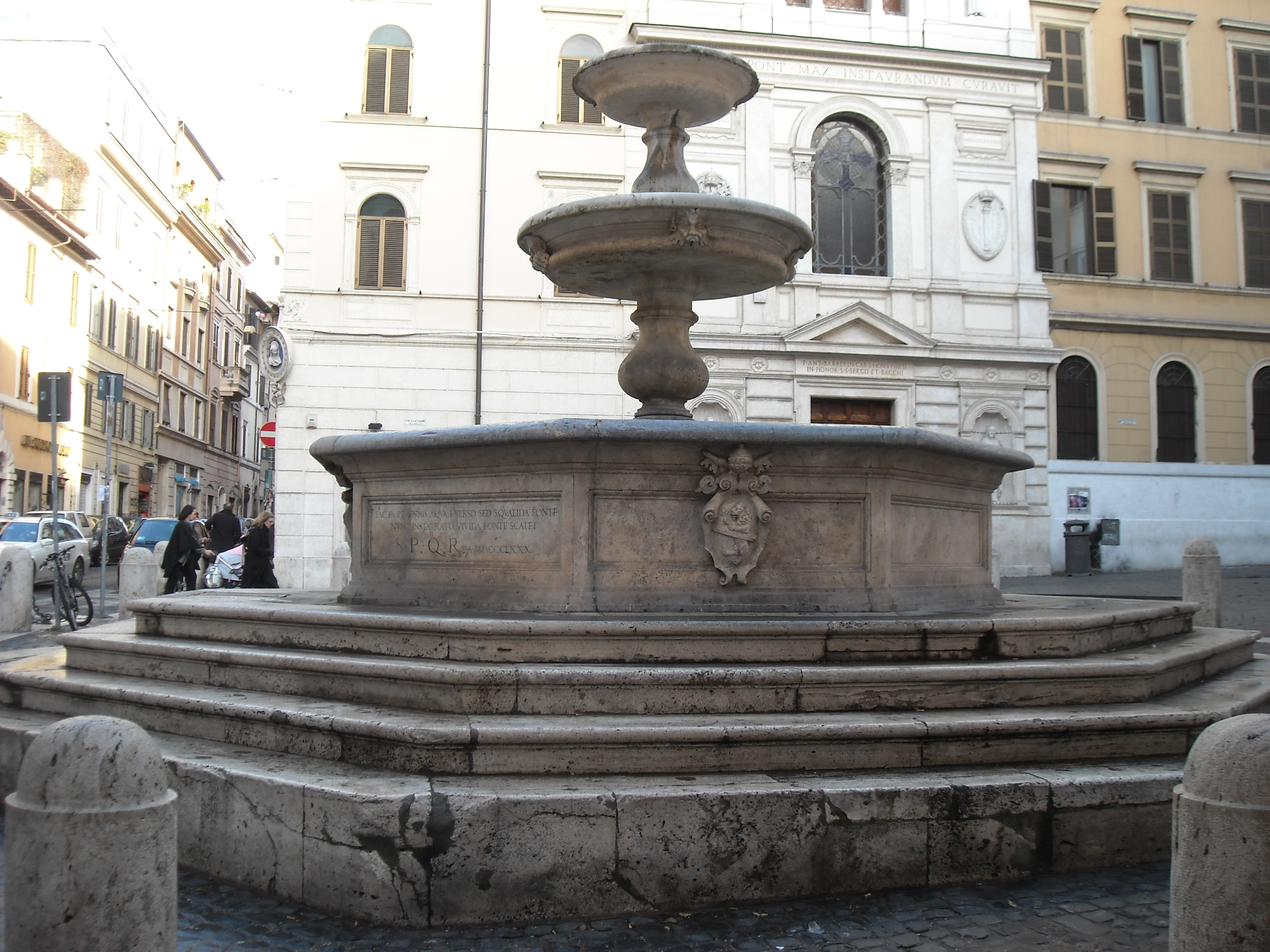
Fontana dei Catecumeni em frente à igreja.
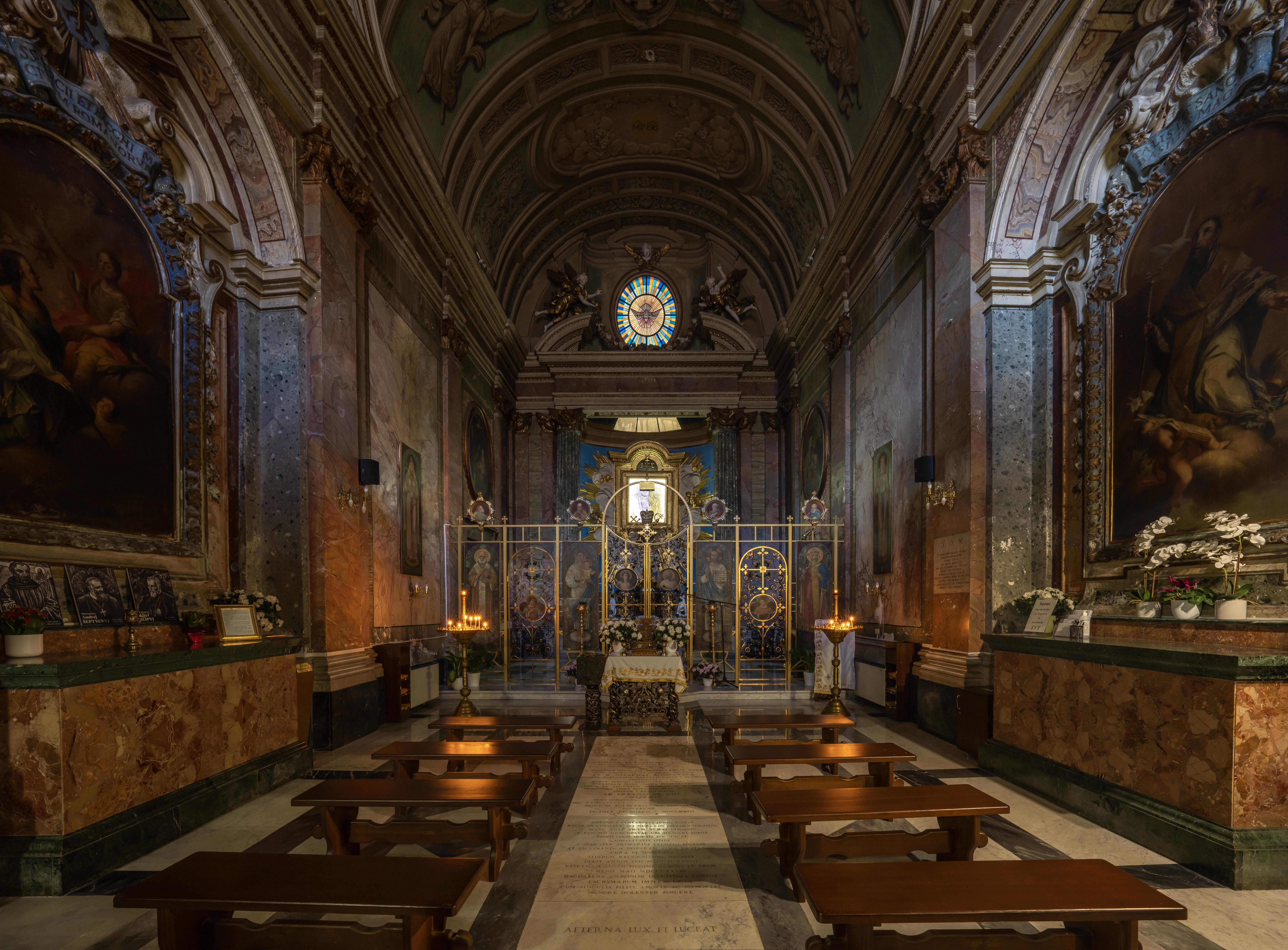
Altar-mor, com a Madonna del Pascolo atrás da iconóstase moderna.
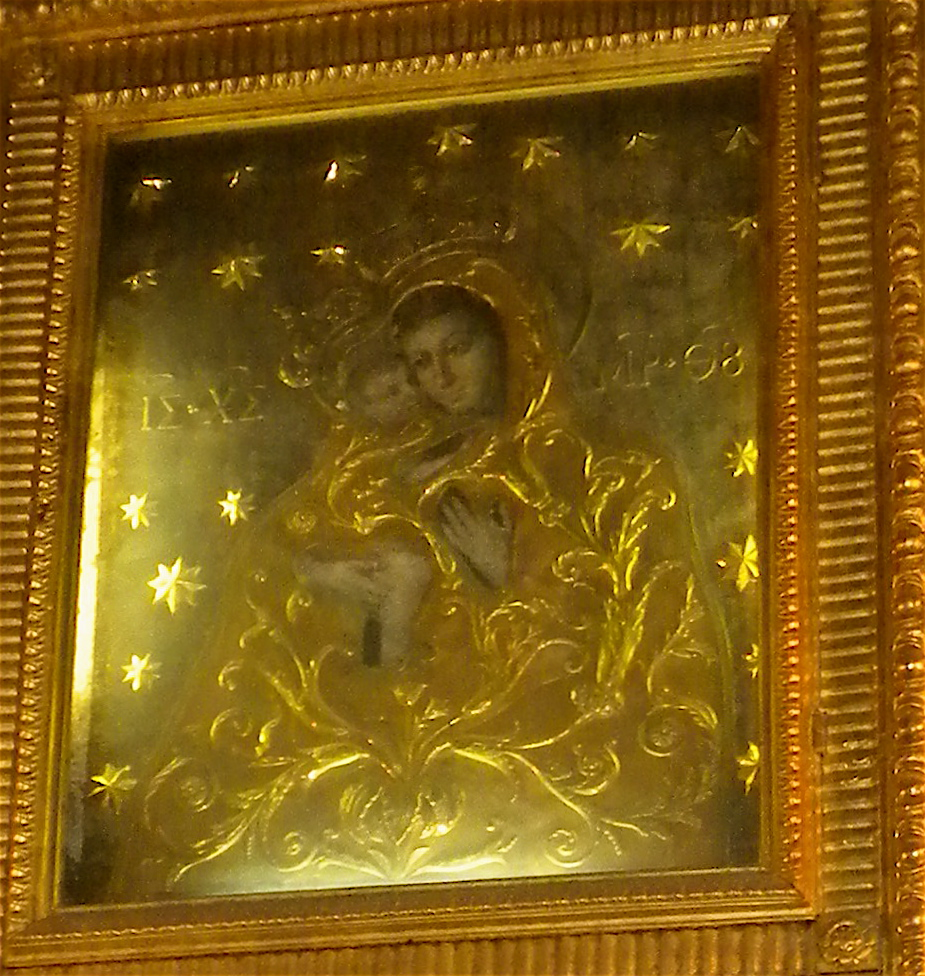
A Madonna del Pascolo.